# Relacions entre l'Índia i Madagascar
Les relacions entre l'Índia i Madagascar fan referència als lligams actuals i històrics entre els estats de l'Índia i Madagascar.

## Història
Les relacions entre Madagascar i l'Índia occidental varen començar en el segle xviii i varen prendre un caire comercial a finals del segle xix. Les relacions interestatals varen començar l'any 1954 quan l'Índia independent va establir un consolat en la part de Madagascar controlada per França. Quan Madagascar es va independitzar en 1960, el consolat va adquirir la condició d'ambaixada.
Al febrer de l'any 2011, les relacions es consideraven cordials, i diversos oficials d'alt rang s'intercanviaven visites. Aproximadament 20.000 persones d'orige indi vivien en Madagascar, incloent-hi 2.500 ciutadans indis.
El març de 2018, Ram Nath Kovind fon el primer president de l'Índia que va visitar Madagascar. Es va concedir a Kovind la Creu Magnífica de la Segona Classe, l'honor més alt de Madagascar per a ciutadans estrangers. L'entrega la feu el primer ministre de Madagascar, Olivier Solonandrasan.
El 28 de gener de 2020 l'armada índia va llançar "l'operació Vainilla" per a ajudar a Madagascar després d'unes inundacions. L'armada índia va arribar a l'illa el 30 de giner i un barco amfibi va proporcionar l'assistència necessària per a pal·liar el desastre. L'ambaixador indi a Madagascar, Abhay Kumar, va entregar aquell divendres el material de suport al primer ministre Christian Ntsay com a part dels esforços que Nova Delhi feia per les persones afectades per les inundacions.
El material de suport, que incloïa aliments, roba i altres béns bàsics de consum, havia arribat al port d'Antsiranana en el barco naval indi Airavat. Ntsay va acceptar el material de suport de l'ambaixador indi en la presència de comandant Sunil Sankar, agents i hòmens de l'INS Airvat en una reunió breu que tingué lloc al port d'Antsiranana. El barco indi portava el material de suport havia sigut desviat a Madagascar després que el país fora arrasat per inundacions i pluges torrencials.
Els materials d'alleujament incloïen arròs, llentilles, te, oli de cuina, farina, menjar preparat, xocolate, llet en pols, formatge, galletes, melmelada, roba, lones, tendes de campanya, lliteres, mantes, sabates, béns bàsics de consum, desinfectants, llanternes, equips de protecció personal, etc. A més d'això, també van aportar medicines per a tractar les malalties que podrien sorgir com a conseqüència de les inundacions.
A propòsit d'eixa ajuda, Kumar va dir que l'Índia faria costat a Madagascar en aquella crisi. "Som dos veïns units per l'oceà. La nostra acció ràpida per desviar l'INS Airvat a donar suport a operacions de socors per la inundació de Madagascar parla més alt que les nostres paraules. L'Índia sempre ha estat amb els seus veïns, per terra o per mar, i continuarà estant. A sovint som el primer país que ajuda sempre que un veí fa front a un desastre natural. Com a resposta, Ntsay va expressar el seu agraïment profund per l'ajuda i va remarcar: "Este moment és testimoni de les relacions excel·lents entre l'Índia i Madagascar, una amistat històrica, i estem molt orgullosos de presenciar hui esta solidaritat, generositat i fraternitat entre els dos països."
A la cerimònia va assistir dignataris civils i militars, a més del primer ministre i la seua delegació.

## Comerç i finances
Al novembre de 2008, el banc Exim Bank va donar a Madagascar un 25 milions de dòlars com a préstec per a millores agrícoles. L'any 2011, 61 ciutadans de Madagascar reberen formació en el marc del programa de cooperació tècnica i econòmica amb l'Índia. El març de 2018, per tal de proveir d'assistència financera per a eixe programa, l'Índia va decidir oferir a Madagascar una línia de crèdit de 80,7 milions de dòlars, destinats a l'agricultura i la mecanització.

## Militar
L'armada hindú té un radar de vigilància costaner en Madagascar.

## Història geològica
En 2013, els científics varen descobrir que Madagascar i l'Índia formaven part d'un sol continent fa aproximadament uns 85 milions d'anys. El terreny que els unia rep el nom de Mauritia. Madagascar estava connectada al la part sud-oest de l'Índia. Els dos territoris compartixen vegetació i tenen boscs perennifolis densos.